# まぼろしの人
「まぼろしの人」（まぼろしのひと）は、茶木みやこの通算6作目となるシングル。1977年5月1日にハーベスト・レコードから発売された。

## 概要
表題曲「まぼろしの人」は、1977年4月から放送が開始されたTBS・MBS系テレビ『横溝正史シリーズ』の主題歌として使用された。
茶木によると、外部（ミリカ音楽出版）からの依頼があって初めて作った曲だといい、3作目のシングル「泪橋」の作詞を手掛けた山本勣と、大学の音楽仲間であった寺山寿和に作詞の協力を仰ぎ2曲を制作した。結果的に、番組のプロデューサーの意向により「まぼろしの人」が主題歌（A面）となり、「風の橋」がB面となった。寺山には作詞を依頼する際「金田一耕助のイメージで」と伝え、横溝正史の作品を想起させるようなおどろおどろしい感じで、今迄なかったような奇を衒ったメロディーを意識して曲を作ったという。
編曲及び演奏で参加している″グッド・グリーフ″とは、ロック・バンド 四人囃子のメンバーで構成されたグループ。四人囃子はメンバーの入れ替わりが多かったことに加えて、当時は所属するレコード会社が違うと元の名称を使用できない風潮が強かったため、このグループ名が用いられた。
初回盤と再発盤とではタイトルの表記が異なる。初回盤が「まぼろしの人」、再発盤は「幻の人」と、″まぼろし″の部分が漢字表記に改められている。

## 収録曲
SIDE A
まぼろしの人（2:45）
作詞: 寺山寿和 / 作曲: 茶木みやこ / 編曲: グッド・グリーフ
SIDE B
風の橋（3:40）
作詞: 山本勣 / 作曲: 茶木みやこ / 編曲: グッド・グリーフ

### 演奏
- グッド・グリーフ